# Великі французькі хроніки

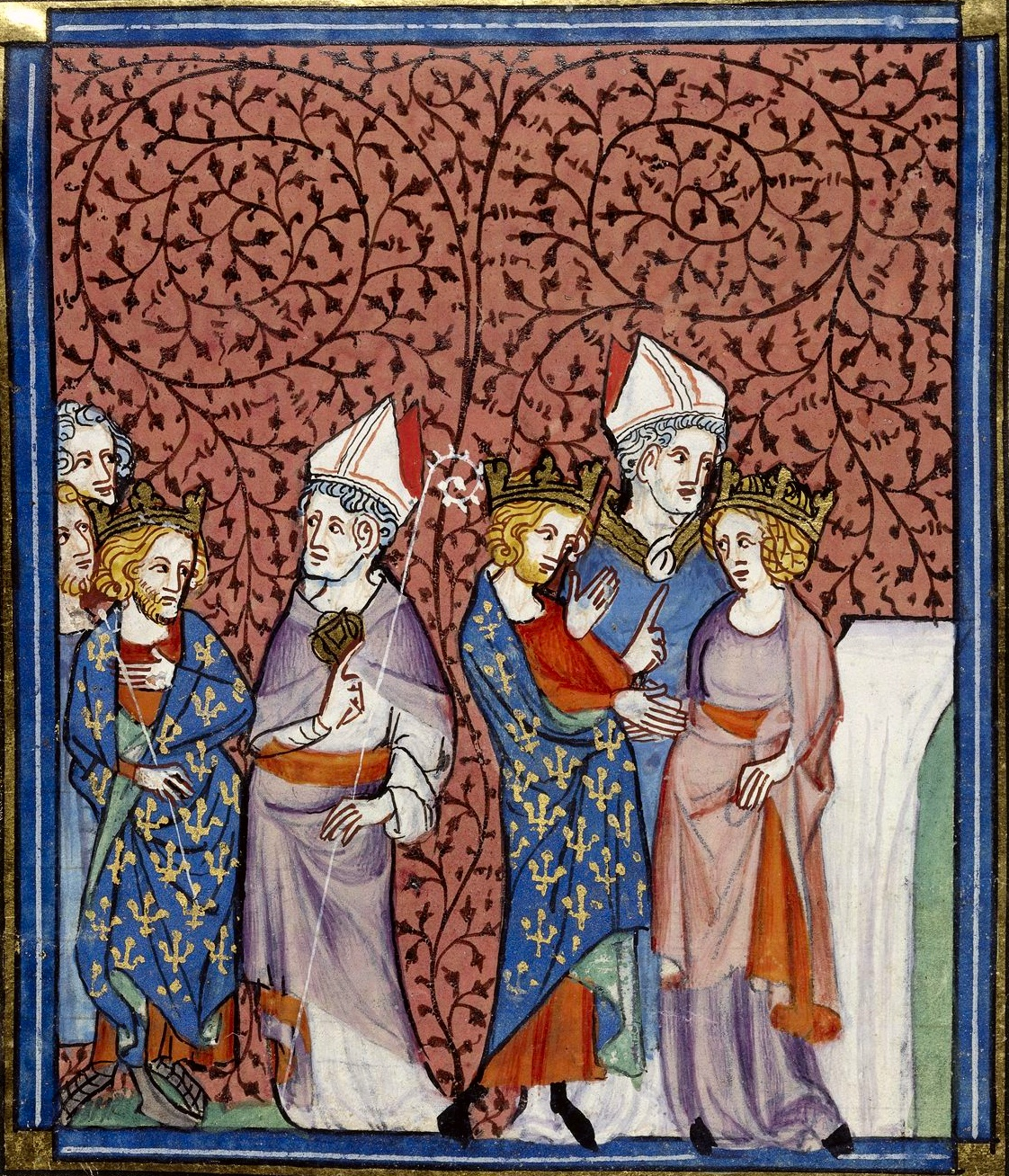
Генріх I відправляє єпископа (ліворуч), весілля Генріха I з Анною Ярославною (праворуч).
Мініатюра з примірника «Хронік» XIV ст.
(Британська бібліотека, Royal 16 G VI f. 269v)

«Великі французькі хроніки» (фр. Grandes Chroniques de France) чи «Хроніки Сен-Дені» — літописне зведення історії французької монархії з часів її виникнення. Створювалось в період початку XI — кінця XV століть, є важливим джерелом, що містить відомості про політичну історію Франції. «Хроніки» починаються з легендарних часів — історії троянців, що вважались прабатьками французів, і охоплюють часи Меровінгів, Каролінгів і Капетингів.

## Текст

### Створення

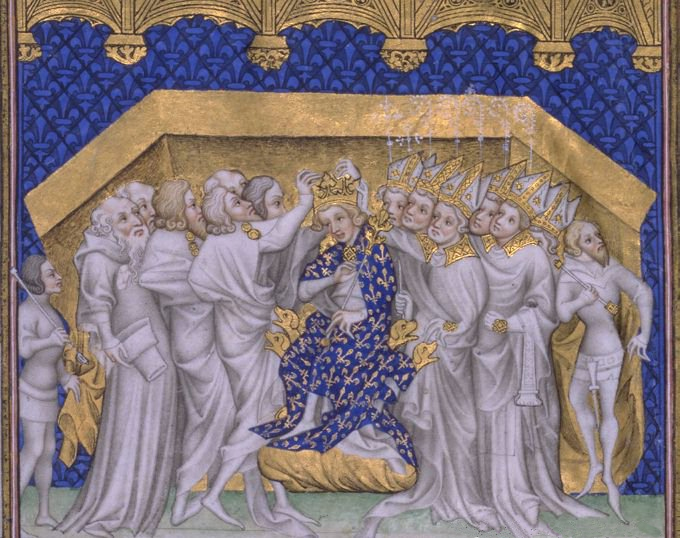
Коронація Карла VI.
Мініатюра з примірника Карла VI

Робота зі складання літописного зведення йшла латинською мовою з кінця XII ст. на основі анналів абатств Флері (до середини XI в.) і Сен-Дені (з початку XI ст.). В кінці XIII ст. зведення було доведене до 1285 року.
Приведення записів абатства Сен-Дені до ладу пов'язують з ім'ям великого абата Сюжера (основоположника готичної архітектури і радника короля). Сюжерію належить ідея плану створення історичних праць латинською мовою, починаючи з його власної Vita Ludovici Grossi (життєпис Людовика VI) — роботи, яка пізніше стала основою для «Хронік». До нього історичні роботи, виконані в Сен-Дені, були розрізненими записами різних авторів, зібраними без особливого порядку анонімними ченцями. У 1250 р. за наказом Людовика Святого чернець монастиря Сен-Дені Примат (Primat de Saint-Denis) почав перекладати латинський кодекс французькою мовою. У 1274 р. робота монаха була закінчена і піднесена новому королю — Філіпу Сміливому. У порівнянні з початковим текстом Примат вніс у свою працю деякі зміни і доповнення, а також продовжив розповідь, довівши її до свого часу (оригінальний примірник його роботи в наші дні можна бачити в бібліотеці Святої Женев'єви в Парижі). Текст мав назву «Roman des Rois». На початку XIV ст. за цим французьким перекладом закріпилася назва «Великих французьких хронік». Надалі він доповнювався сен-денійським ченцем Гільомом з Нанжи та іншими. До 1340 р. обидві редакції велися паралельно.
Історики відзначають значення ченців Сен-Дені: «У написанні історії французької монархії ченці Сен-Дені зіграли безпрецедентну роль, вершиною якої стали Grandes Chroniques de France. Саме в Сен-Дені була закладена традиція систематичного написання історії Франції з головним акцентом на діяння і роль монарха, що безперервно тривала з XII по XV сторіччя, яка не має аналогів не тільки у Франції, але й у всій середньовічній Європі. Ченці Сен-Дені стали фактично першими національними істориками Франції».
У 1350–1380 рр. «Великі французькі хроніки» писалися вже не ченцем, а придворним — канцлером і радником короля Карла V П'єром д'Оржемоном під керівництвом самого монарха. По загальноприйнятій думці, його перу належить історія Іоанна II і Карла V.
У 1476 році «Великі французькі хроніки» з'явилися в друкованому варіанті і стали першою друкованою книгою у Франції. До того часу вони були доведені до початку правління Людовика XI, що правив на той момент. Останньою частиною хронік стала «Історія Карла VII», написана Жаном Шартьє, який і опублікував весь текст цілком.
Крім цього тексту, редакція «Хронік» включає історію Людовика Святого, написану Гільомом де Нанжи; історію Карла VI, створену Жувенілем (Jouvenel) і Беррі (Berry). Примат використовував для свого тексту хроніку ченця Рігора (Rigord) Gesta Philippi Augusti (Хроніку Філіпа Августа), написану в 1186–1208 рр. і продовження Гійомом ле Бретоном (Guillaume le Breton).

### Характеристика
Початок створення тексту припадає на роки правління Людовика Святого, який схотів зберегти історію франків починаючи від приходу троянців до його власного часу; точка зору, що викладається в тексті, була офіційною і ретельно контролювалася. «Великі французькі хроніки» залишилися офіційним зведенням і в наступні роки. «Особистість короля Франції виходить в них на передній план, а його діяння передані вельми докладно; що це більше не лише історія абатства або феодального князівства, в якому королівство з'являється лише між іншим; що дійсно вперше пишеться історія всього королівства». Хроніки складені з позицій абсолютного захисту інтересів королівської влади. Вони були популярними і зіграли велику роль у формуванні культурної спільності французького народу. Ця офіційна історія створювала упереджений образ минулого Франції: акцентувала позитивні якості монархів, розлого розповідала про їхні перемоги, і практично уникала згадок про поразки і внутрішні чвари — але при цьому вона значно сприяла народженню національної самосвідомості. Біографії королів, написані монахами, часом створюють враження агіографії, в настільки чудових кольорах окреслені там постаті монархів.
Хоча «Хроніки» тенденційні і звинувачують всі поспіль ворожі уряду суспільні елементи, даючи висвітлення усіх подій з суто урядової точки зору, їх перевагою є те, що їх упорядник (принаймні, періоду Карла V) черпав свої дані з офіційних даних і багато чого бачив сам. Тому він дуже точний в повідомленні фактів і у викладі хронологічної послідовності подій. Події ці викладаються стисло: автор не цікавиться тим, чим особливо захоплюються Фруассар і інші літописці — описом битв, бойових подвигів тощо, для тексту характерна суха і стисла манера викладу.
Як відзначають французькі дослідники, оскільки «Хроніки» постійно доповнювалися, читачі кожного покоління могли знайти в них всю історію своєї країни до поточного часу. До того ж, книга була написана загальнодоступною, французькою мовою.
Збереглася дуже велика кількість екземплярів, що завдячує своїм виникненням успіху книги, особливо помітному з початку правління Карла V. Паризькі майстерні виготовляли десятки рукописів «Хронік». Ці дорогі манускрипти, об'ємні і рясно ілюстровані, були призначені, головним чином, для правителів і їх безпосереднього оточення. Після закінчення Столітньої війни (1453), спостерігається новий сплеск інтересу до «Хроніки» (30 рукописів за 20 років). Після 1476 року книга стала вже виходити з друкарських верстатів. З цього періоду «Хроніки» друкуються вже на папері і мають мало ілюстрацій.
Популярність «Хронік» починає спадати з кінця XV століття, оскільки читаюча ерудована публіка пізнього Середньовіччя починає втомлюватися від цього прикладу ідеально витриманої промонархічної історії, приміром, жоден примірник книги не фігурує в бібліотеках докторів паризького університету.

## Ілюміновані екземпляри

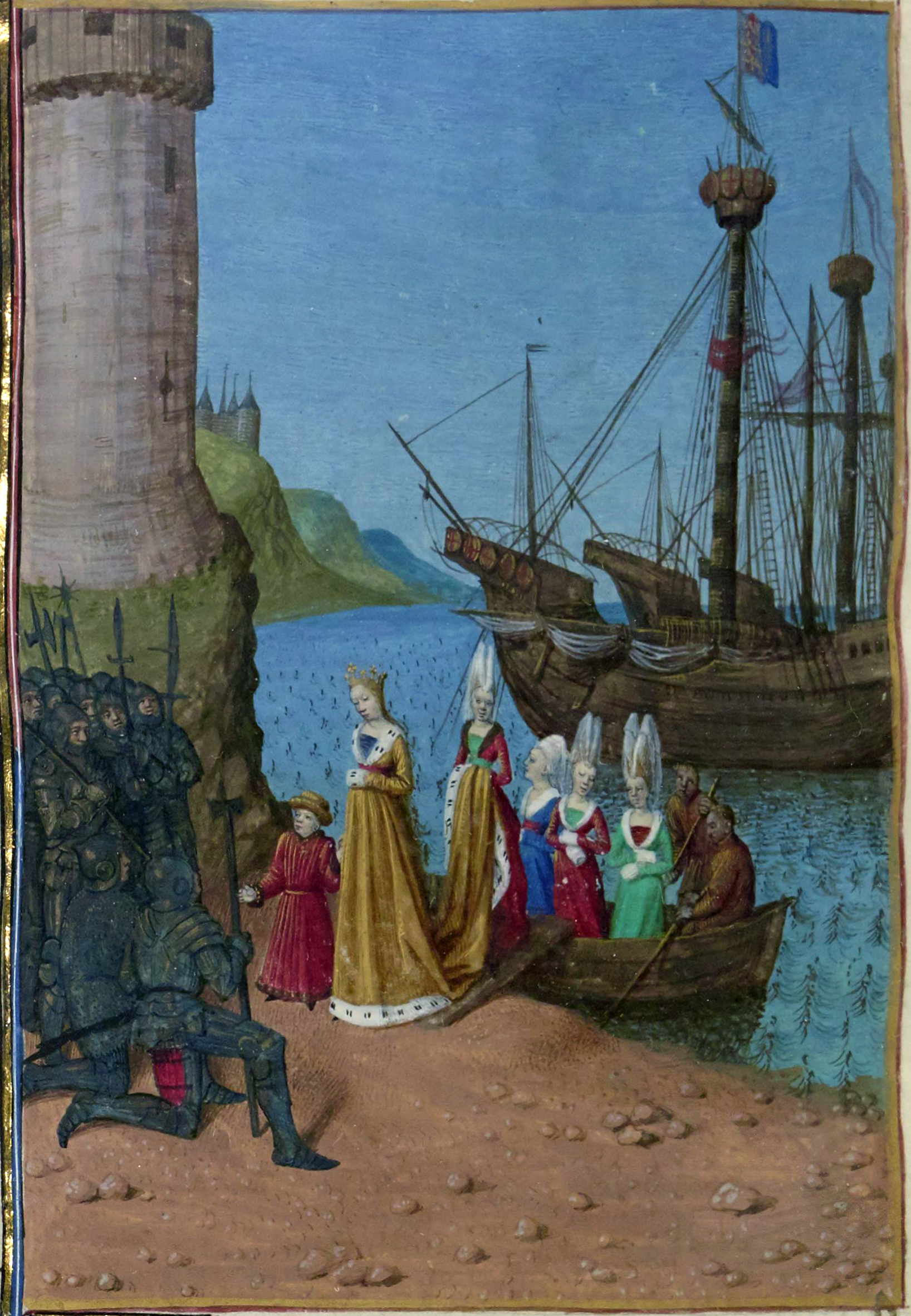
Повернення королеви Англії Ізабелли на батьківщину — у Францію. Мініатюра «Хронік» роботи Жана Фуке

Збереглося приблизно 130 копій «Хронік» (згідно з даними Національної бібліотеки Франції — близько 700), які сильно варіюються за своїм багатством, кількістю і стилем мініатюр.
Найвідоміші рукописні копії:
- Екземпляр Richelieu Manuscrits Français 73 (BnF)
- Екземпляр Карла VI (завершений у 1379 році; BnF, Ms. Fr. 2813). Більшість мініатюр поміщені у чотирьохлопатеву рамку з триколірним бордюром і виконані т. н. «майстром гайків»[7].
- Екземпляр, ілюстрований мініатюрами Жана Фуке (1455–1460 рр.; BnF, Ms. Fr. 6465). Замовник невідомий, можливо Карл VII.
- Екземпляр Філіпа Доброго, герцога Бургундського (1457 р., РНБ). Головний художник цього твору — Сімон Марміон — виконав у манускрипті п'ятнадцять мініатюр, інші сімдесят п'ять — його помічники[8]. Рукопис зник із зібрання бургундських герцогів до середини XVIII ст. під час Семирічної війни, він був викрадений Куршателем д'Ено, який у 1748 р. був комісаром французького уряду в Брюсселі. Щоб продати рукопис, спадкоємці замінили палітурку, вилучили перший і останній аркуші, де були відмітки про приналежність рукопису до Бургундського зібрання. У 1807 р. рукопис придбав французький книгопродавець Дебюро і потім продав його графу Ф. Потоцькому; у 1838 р. рукопис був проданий графом Миколі I і увійшов до ермітажного зібрання. Надійшов в Російську національну бібліотеку у 1861 р.[9]

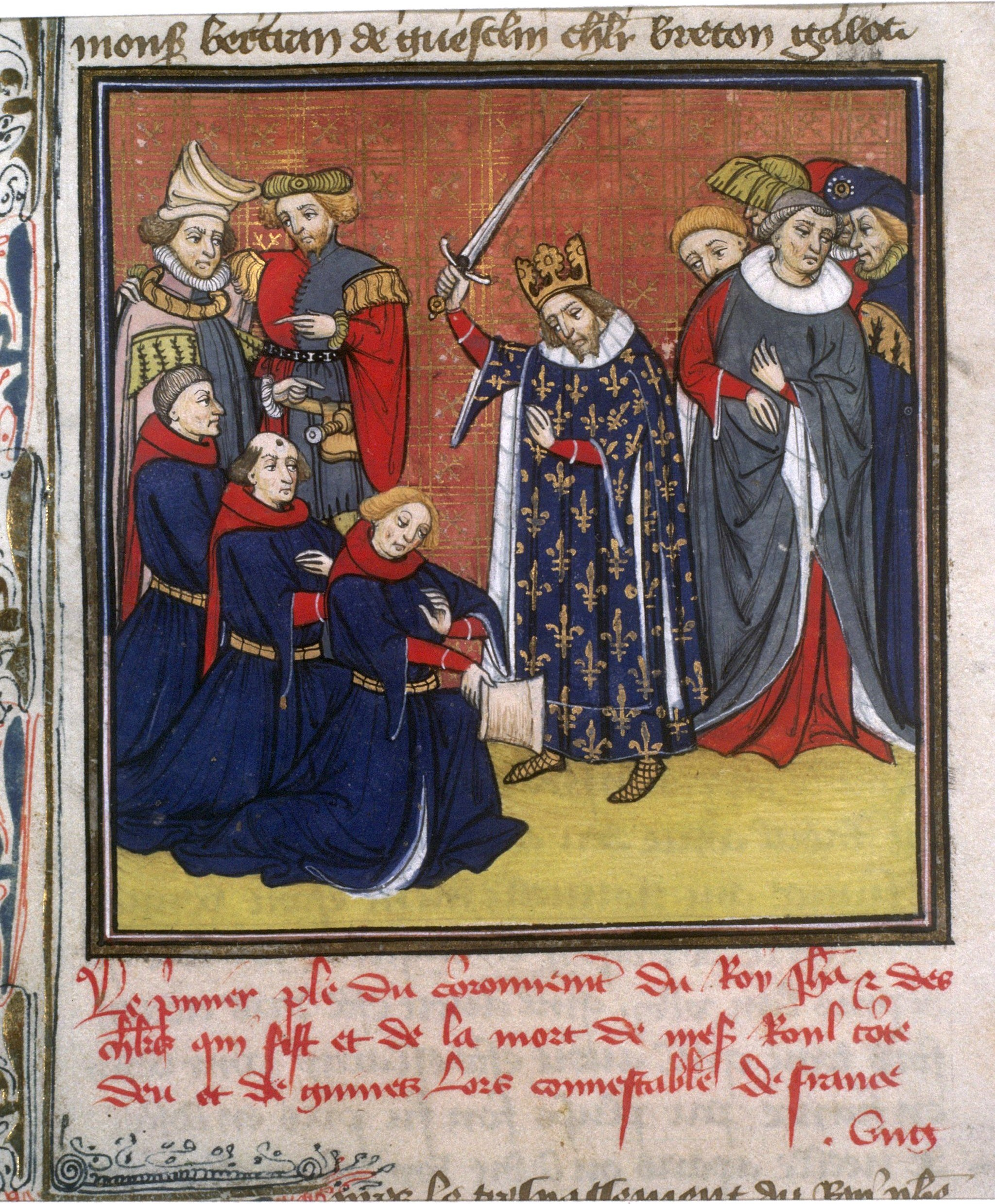
Екземпляр BNF Richelieu Manuscrits Français 73
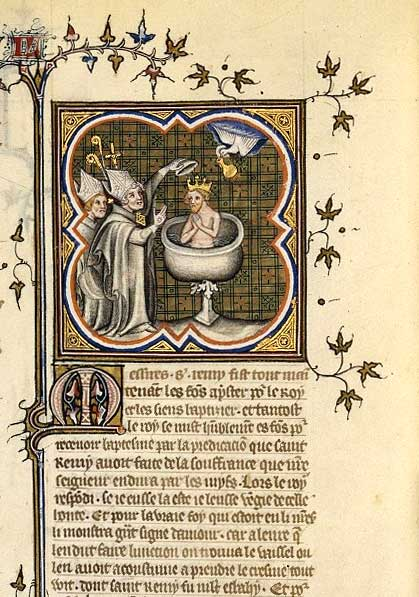
Екземпляр Карла VI
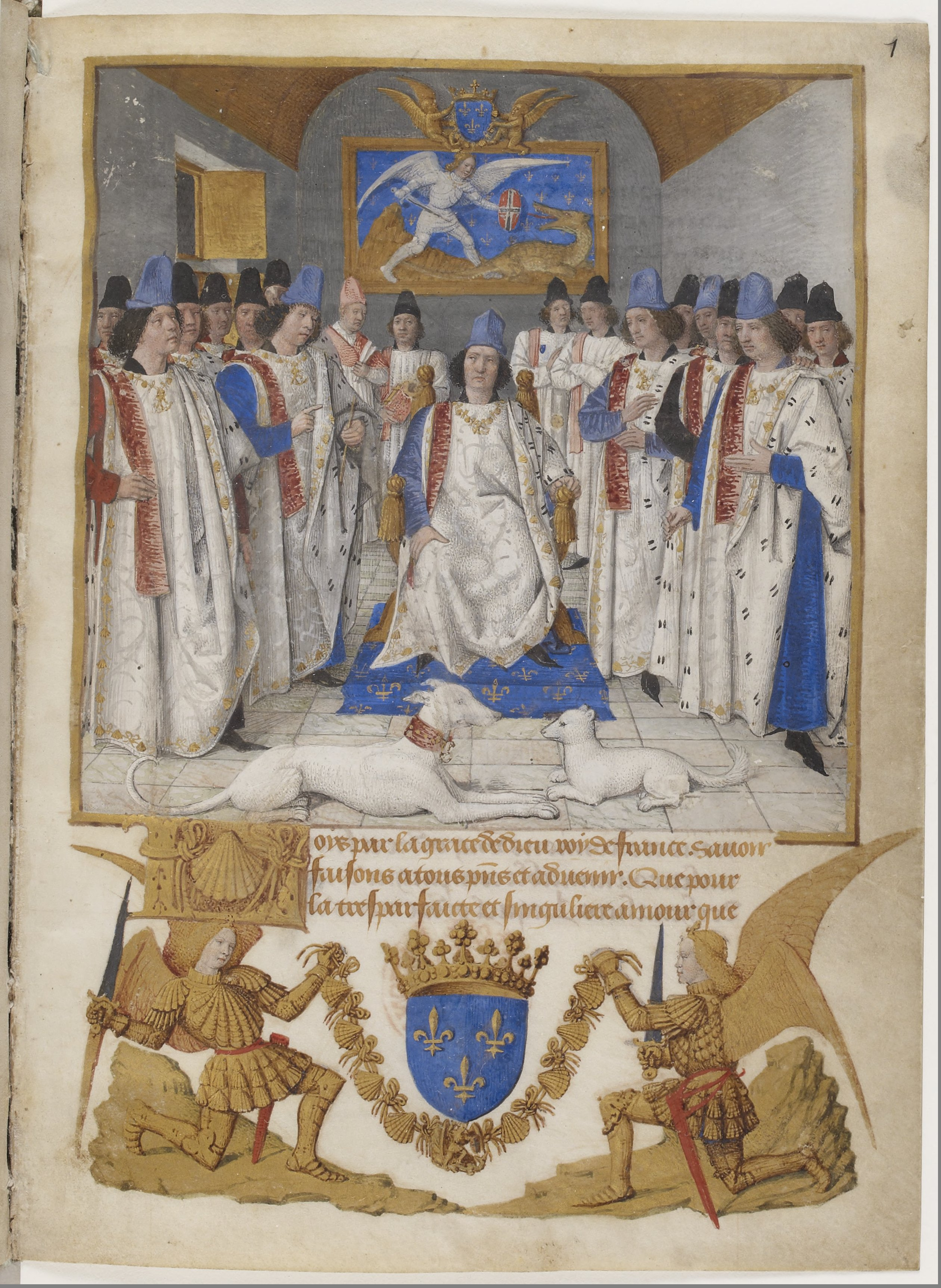
Сторінка роботи Жана Фуке
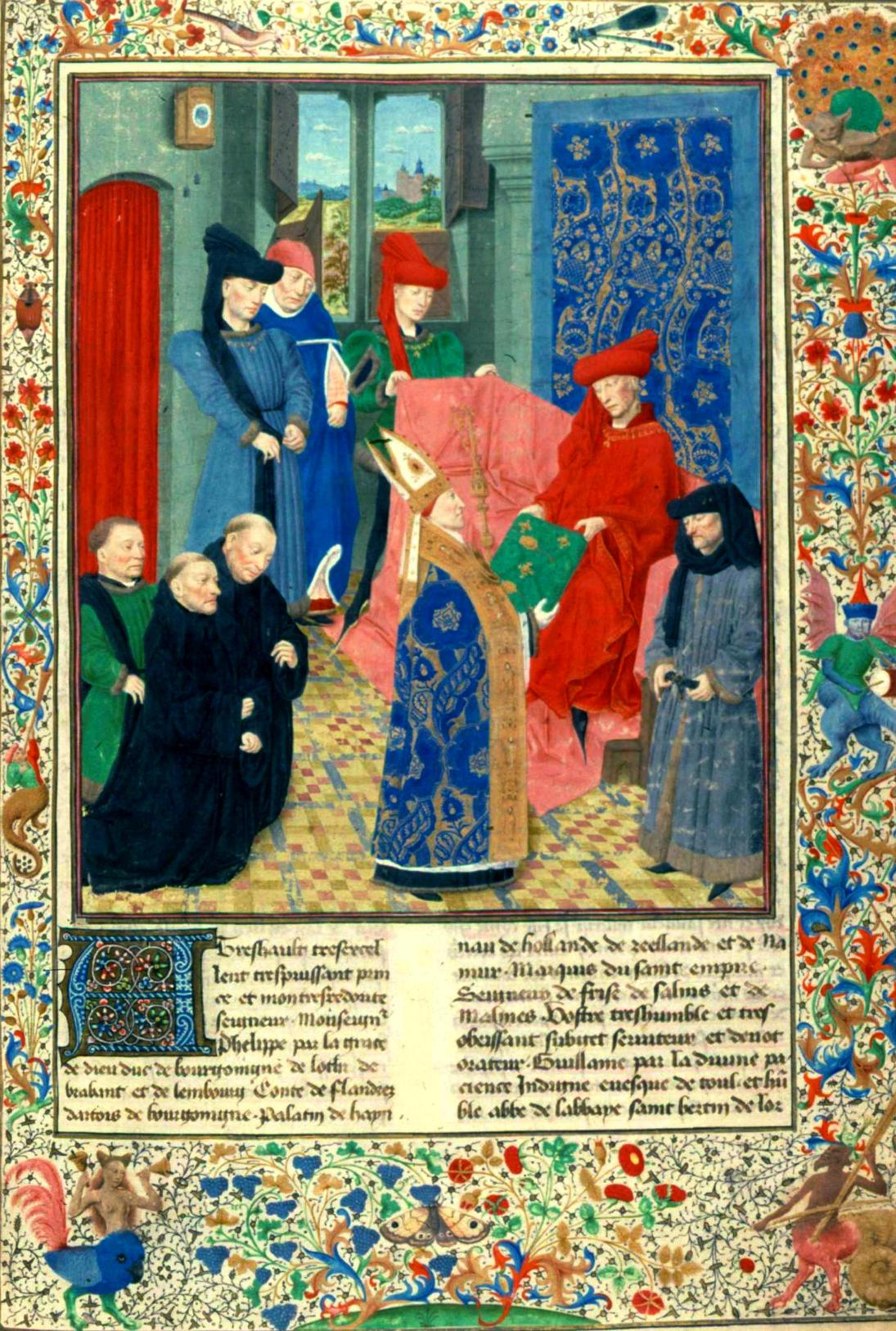
Сторінка роботи Марміона